# Beachvolley vid europeiska spelen
Beachvolley var en sport vid europeiska spelen 2015.

## Damer
| År                   | Podium                                 | Podium                                               | Podium                                       |
| Guld                 | Silver                                 | Brons                                                |                                              |
| -------------------- | -------------------------------------- | ---------------------------------------------------- | -------------------------------------------- |
| 2015 mer information | Schweiz Nicole Eiholzer Nina Betschart | Österrike Lena Plesiutschnig Katharina Schützenhöfer | Litauen Ieva Dumbauskaitė Monika Povilaitytė |

## Herrar
| År                   | Podium                                 | Podium                                    | Podium                              |
| Guld                 | Silver                                 | Brons                                     |                                     |
| -------------------- | -------------------------------------- | ----------------------------------------- | ----------------------------------- |
| 2015 mer information | Lettland Mārtiņš Pļaviņš Haralds Regža | Ryssland Yaroslav Koshkarev Dmitri Barsuk | Tjeckien Přemysl Kubala Jan Hadrava |